# Джиро дель Фриули-Венеция-Джулия 2024
60-й выпуск Джиро дель Фриули-Венеция-Джулия — шоссейного тура по дорогам Италии. Гонка прошла с 4 по 7 сентября 2024 года и впервые в рамках Европейского тура UCI 2024 (категория 2.2). Победителем стал норвежский велогонщик Йорген Нордхаген.

## Участники
В гонке приняло участие 29 команд.
| UCI ProTeam- VF Group-Bardiani CSF-Faizané UCI Continental Teams (21)- Biesse-Carrera - Q36.5 Continental Cycling Team - MBH Bank Colpack Ballan - JCL Team Ukyo - Ljubljana Gusto Santic - Astana Qazaqstan Development Team - Hagens Berman Jayco - Team Vorarlberg - UAE Team Emirates Gen Z - Arkéa-B&B Hôtels Continentale - Zalf Euromobil Fior - Team Visma \| Lease a Bike Development - Alpecin-Deceuninck Development Team - ATT Investments - CTF Victorious - General Store-Essegibi-F.Lli Curia - UC Monaco - Adria Mobil - Petrolike - Rime Drali - Hrinkow Advarics Национальные сборные (2)- Швейцария - Италия Любительские, клубные или региональные команды (5)- U.C. Trevigiani Energiapura Marchiol - Petroli Firenze-Hopplà - Basso Team Flanders - A.R. Monex Pro Cycling Team - Solme-Olmo |
| |

## Маршрут
Трасса гонки имела 4 этапа.
| Этап | Дата  | Маршрут                                        | type      | Длина (км) | Победитель       | Лидер генеральной классификации |
| ---- | ----- | ---------------------------------------------- | --------- | ---------- | ---------------- | ------------------------------- |
| 1    | 4 сен | Палаццоло-делло-Стелла – Сан-Джорджо-ди-Ногаро | равнинный | 177        | Маттео Малучелли | Маттео Малучелли                |
| 2    | 5 сен | Ампеццо – Саурис                               | холмистый | 141,5      | Aaron Dockx      | Aaron Dockx                     |
| 3    | 6 сен | Кодройпо – Сан-Даниэле-дель-Фриули             | холмистый | 147,2      | Йорген Нордхаген | Йорген Нордхаген                |
| 4    | 7 сен | Сачиле – Гориция                               | холмистый | 160,1      | Cesar Macias     | Йорген Нордхаген                |

## Ход гонки
Чтобы доминировать в спринте в конце равнинного этапа, спринтер JCL Team UKYO Маттео Малучелли думал об этом. Спринтер сумел поставить колесо впереди другого итальянца Симоне Буда (Solme-Olmo) и 19-летнего Трентино Томаса Капры (CTF Victorious), которым пришлось довольствоваться второй и третьей позициями. 30-летний спортсмен, который начнет завтрашний этап в майке лидера, таким образом, получает пятую победу в сезоне и подтверждает, что он находится в отличном состоянии и способен играть даже в спринтах более высокого уровня.
После нескольких трудных дней гонка завершилась более легким холмистым этапом с финишем в Гориции. Его выиграл мексиканец Сезар Масиас в спринте в составе группы из 26 человек, опередив Гала Гливара и Нильса Бруна. В этом спринте датчанин Каспер Андерсен финишировал 15-м. Он финишировал 60-м в общем зачете гонки. В группе также были фавориты в классификации, и Йорген Нордхаген (Visma L Lease a Bike development) отстоял свое лидерство в общем зачете, опередив на две секунды талантливого итальянца Джулио Пеллиццари. Эта победа стала для Нордхагена первой в карьере. Легендарный гонщик из ОАЭ Пабло Торрес финишировал третьим в общем зачете.

## Лидеры классификаций
| Этап |           | Победитель _     | Генеральная классификация _ |
| ---- | --------- | ---------------- | --------------------------- |
| 1    | равнинный | Маттео Малучелли | Маттео Малучелли            |
| 2    | холмистый | Aaron Dockx      | Aaron Dockx                 |
| 3    | холмистый | Йорген Нордхаген | Йорген Нордхаген            |
| 4    | холмистый | Cesar Macias     | Йорген Нордхаген            |
| Итог | Итог      |                  | Йорген Нордхаген            |

## Итоговое положение
| \| Генеральная классификация \| Генеральная классификация \| Генеральная классификация \| Генеральная классификация \| Генеральная классификация \| \| Гонщик \| Гонщик \| Команда \| Время \| \| \| ------------------------- \| ------------------------- \| -------------------------------------- \| ------------------------- \| ------------------------- \| \| 1-й \| Йорген Нордхаген \| Team Visma \\| Lease a Bike Development \| 14ч 19' 26 \| \| \| 2-й \| Джулио Пеллиццари \| VF Group-Bardiani CSF-Faizanè \| + 2 \| \| \| 3-й \| Пабло Торрес \| Interpro Cycling Academy \| + 31 \| \| |                   |                                        |            |
| |                   |                                        |            |
| Источник: ProCyclingStats |                   |                                        |            |
| Генеральная классификация |                   |                                        |            |
| Гонщик | Гонщик            | Команда                                | Время      |
| 1-й | Йорген Нордхаген  | Team Visma \| Lease a Bike Development | 14ч 19' 26 |
| 2-й | Джулио Пеллиццари | VF Group-Bardiani CSF-Faizanè          | + 2        |
| 3-й | Пабло Торрес      | Interpro Cycling Academy               | + 31       |

| Очковая классификация | Очковая классификация | Очковая классификация                  | Очковая классификация | Очковая классификация |
| Гонщик                | Гонщик                | Команда                                | Очки                  |                       |
| --------------------- | --------------------- | -------------------------------------- | --------------------- | --------------------- |
| 1-й                   | Йорген Нордхаген      | Team Visma \| Lease a Bike Development | 27 очков              |                       |
| 2-й                   | Маттео Малучелли      | JCLTeam Ukyo                           | 23 очков              |                       |
| 3-й                   | Джулио Пеллиццари     | VF Group-Bardiani CSF-Faizanè          | 20 очков              |                       |

| Очковая классификация | Очковая классификация | Очковая классификация                  | Очковая классификация | Очковая классификация |
| Гонщик                | Гонщик                | Команда                                | Очки                  |                       |
| --------------------- | --------------------- | -------------------------------------- | --------------------- | --------------------- |
| 1-й                   | Йорген Нордхаген      | Team Visma \| Lease a Bike Development | 27 очков              |                       |
| 2-й                   | Маттео Малучелли      | JCLTeam Ukyo                           | 23 очков              |                       |
| 3-й                   | Джулио Пеллиццари     | VF Group-Bardiani CSF-Faizanè          | 20 очков              |                       |

| Горная классификация | Горная классификация  | Горная классификация                   | Горная классификация | Горная классификация |
| Гонщик               | Гонщик                | Команда                                | Очки                 |                      |
| -------------------- | --------------------- | -------------------------------------- | -------------------- | -------------------- |
| 1-й                  | Йорген Нордхаген      | Team Visma \| Lease a Bike Development | 42 очков             |                      |
| 2-й                  | Джулио Пеллиццари     | VF Group-Bardiani CSF-Faizanè          | 38 очков             |                      |
| 3-й                  | Filippo Agostinacchio | Beltrami TSA-Tre Colli                 | 25 очков             |                      |

| Горная классификация | Горная классификация  | Горная классификация                   | Горная классификация | Горная классификация |
| Гонщик               | Гонщик                | Команда                                | Очки                 |                      |
| -------------------- | --------------------- | -------------------------------------- | -------------------- | -------------------- |
| 1-й                  | Йорген Нордхаген      | Team Visma \| Lease a Bike Development | 42 очков             |                      |
| 2-й                  | Джулио Пеллиццари     | VF Group-Bardiani CSF-Faizanè          | 38 очков             |                      |
| 3-й                  | Filippo Agostinacchio | Beltrami TSA-Tre Colli                 | 25 очков             |                      |

| Молодёжная классификация | Молодёжная классификация | Молодёжная классификация               | Молодёжная классификация | Молодёжная классификация |
| Гонщик                   | Гонщик                   | Команда                                | Время                    |                          |
| ------------------------ | ------------------------ | -------------------------------------- | ------------------------ | ------------------------ |
| 1-й                      | Йорген Нордхаген         | Team Visma \| Lease a Bike Development | 14ч 19' 26               |                          |
| 2-й                      | Пабло Торрес             | Interpro Cycling Academy               | + 31                     |                          |
| 3-й                      | Aaron Dockx              | Alpecin-Deceuninck Development Team    | + 2' 18                  |                          |

| Молодёжная классификация | Молодёжная классификация | Молодёжная классификация               | Молодёжная классификация | Молодёжная классификация |
| Гонщик                   | Гонщик                   | Команда                                | Время                    |                          |
| ------------------------ | ------------------------ | -------------------------------------- | ------------------------ | ------------------------ |
| 1-й                      | Йорген Нордхаген         | Team Visma \| Lease a Bike Development | 14ч 19' 26               |                          |
| 2-й                      | Пабло Торрес             | Interpro Cycling Academy               | + 31                     |                          |
| 3-й                      | Aaron Dockx              | Alpecin-Deceuninck Development Team    | + 2' 18                  |                          |

| Командная классификация по времени | Командная классификация по времени     | Командная классификация по времени | Командная классификация по времени |
| Команда                            | Команда                                | Время                              |                                    |
| ---------------------------------- | -------------------------------------- | ---------------------------------- | ---------------------------------- |
| 1-й                                | Team Visma \| Lease a Bike Development | 43ч 11' 16                         |                                    |
| 2-й                                | Arkéa-B&B Hôtels Continentale          | + 8' 32                            |                                    |
| 3-й                                | Швейцария                              | + 24' 56                           |                                    |

| Командная классификация по времени | Командная классификация по времени     | Командная классификация по времени | Командная классификация по времени |
| Команда                            | Команда                                | Время                              |                                    |
| ---------------------------------- | -------------------------------------- | ---------------------------------- | ---------------------------------- |
| 1-й                                | Team Visma \| Lease a Bike Development | 43ч 11' 16                         |                                    |
| 2-й                                | Arkéa-B&B Hôtels Continentale          | + 8' 32                            |                                    |
| 3-й                                | Швейцария                              | + 24' 56                           |                                    |